# Andrea Nencini
Andrea Nencini (Sesto Fiorentino, 25 dicembre 1948) è un ex pallavolista italiano che ha fatto parte della nazionale italiana che ha partecipato alle Olimpiadi del 1976.
Ha fatto parte della nazionale italiana che ha vinto le Universiadi Torino del 1970 e si è classificata al secondo posto ai VII Giochi del Mediterraneo del 1975 ad Algeri. Ai Giochi olimpici di Montreal la squadra si è classificata all'ottavo posto.
Ha vinto 5 volte il titolo di Campione d'Italia: nel 1968, 1971 e 1973 con la Ruini di Firenze e nel 1975 e 1977 con l'Ariccia e la Federlazio.